# Capella Istropolitana
La capella Istropolitana, va ser fundada el 1983 per membres de l'Orquestra Filharmònica Eslovaca, en començar l'orquestra de cambra i des d'aleshores és una gran orquestra suficient, i amb prou materials per oferí un repertori standard clàssic.
Malgrat tenir la base a Bratislava ha preservat el nom antic i promocionat, el de Capella Istropolitana, els treballs de l'orquestra en els estudis de gravació i la van fer decidir a fer freqüents gires per Europa.
Els enregistraments de l'orquestra amb un segell famós, l'han etiquetat com "La millor de Música Barroca", els Concerts de Brandenburg de J. S. Bach, quinze simfonies de Mozart i Haydn, bons treballs de Händel, Vivaldi i Telemann, així ho acrediten.